# Acrobasis juglandis
Acrobasis juglandis là một loài bướm đêm thuộc họ Pyralidae. Nó được tìm thấy ở Ontario, từ Vermont phía nam đến Florida và từ North Dakota tới New Mexico.
Sải cánh dài khoảng 18 mm.

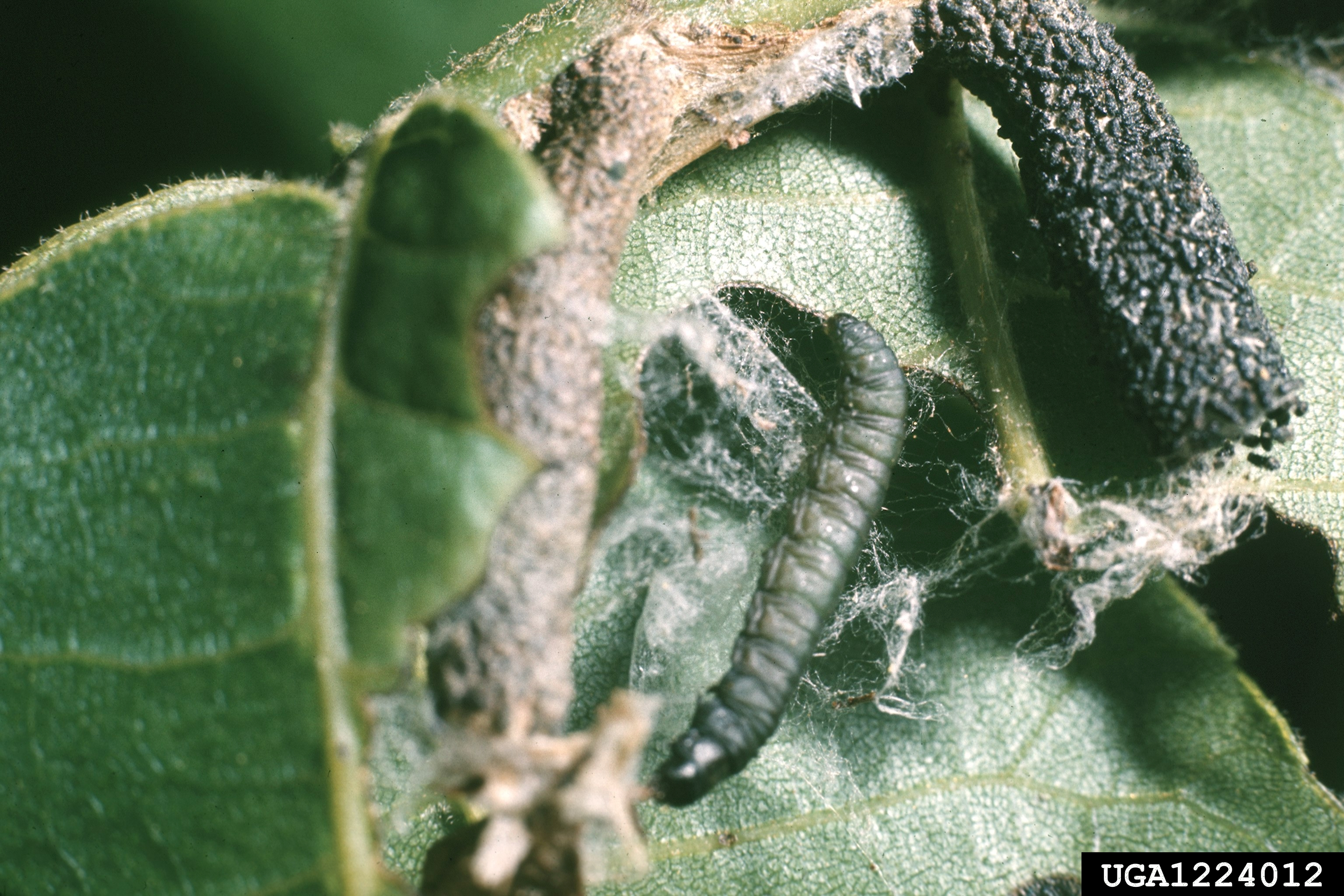
Ấu trùng và kén

Ấu trùng ăn Carya illinoensis, Juglans nigra, Juglans cinerea và Juglans microcarpa.

## Hình ảnh

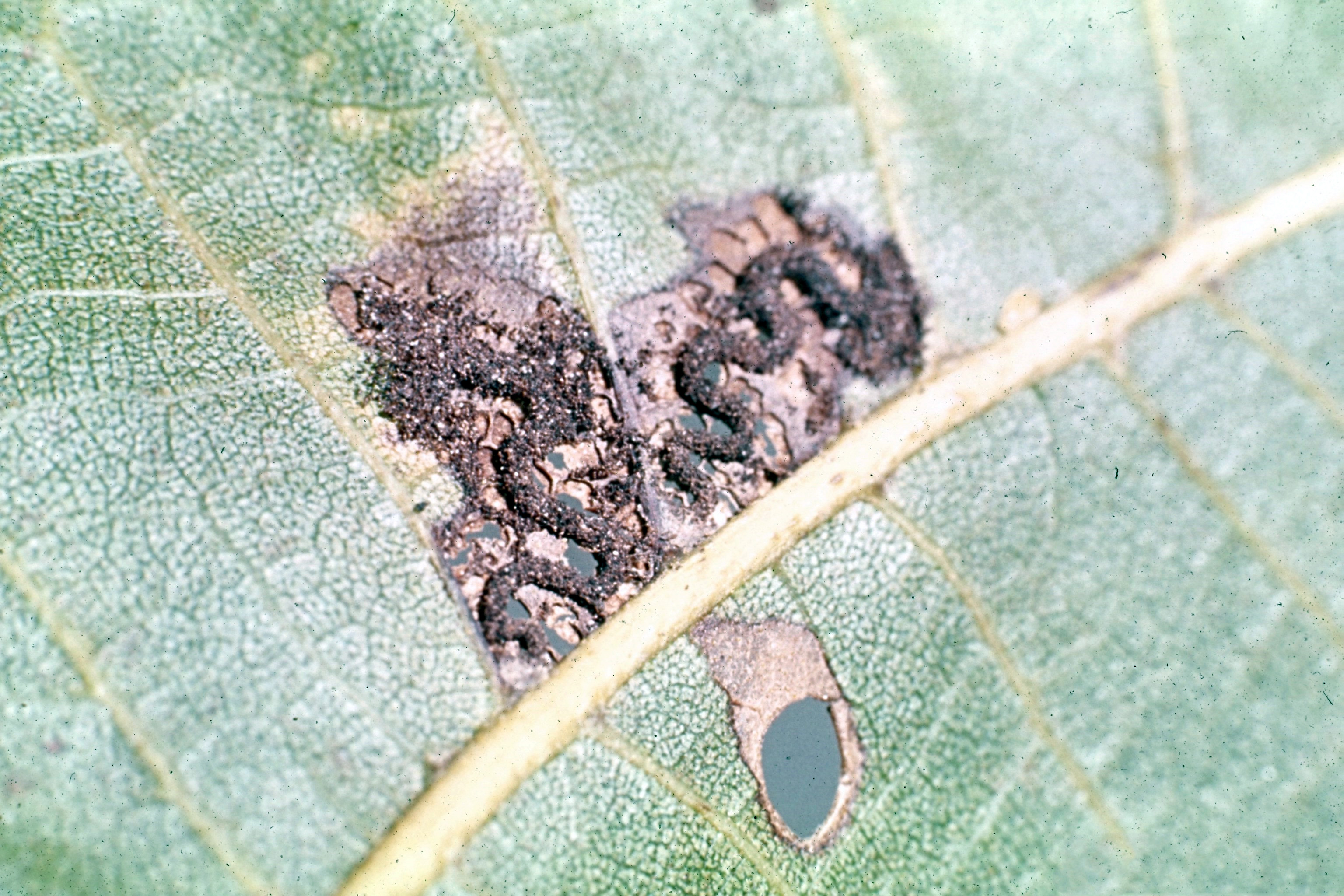
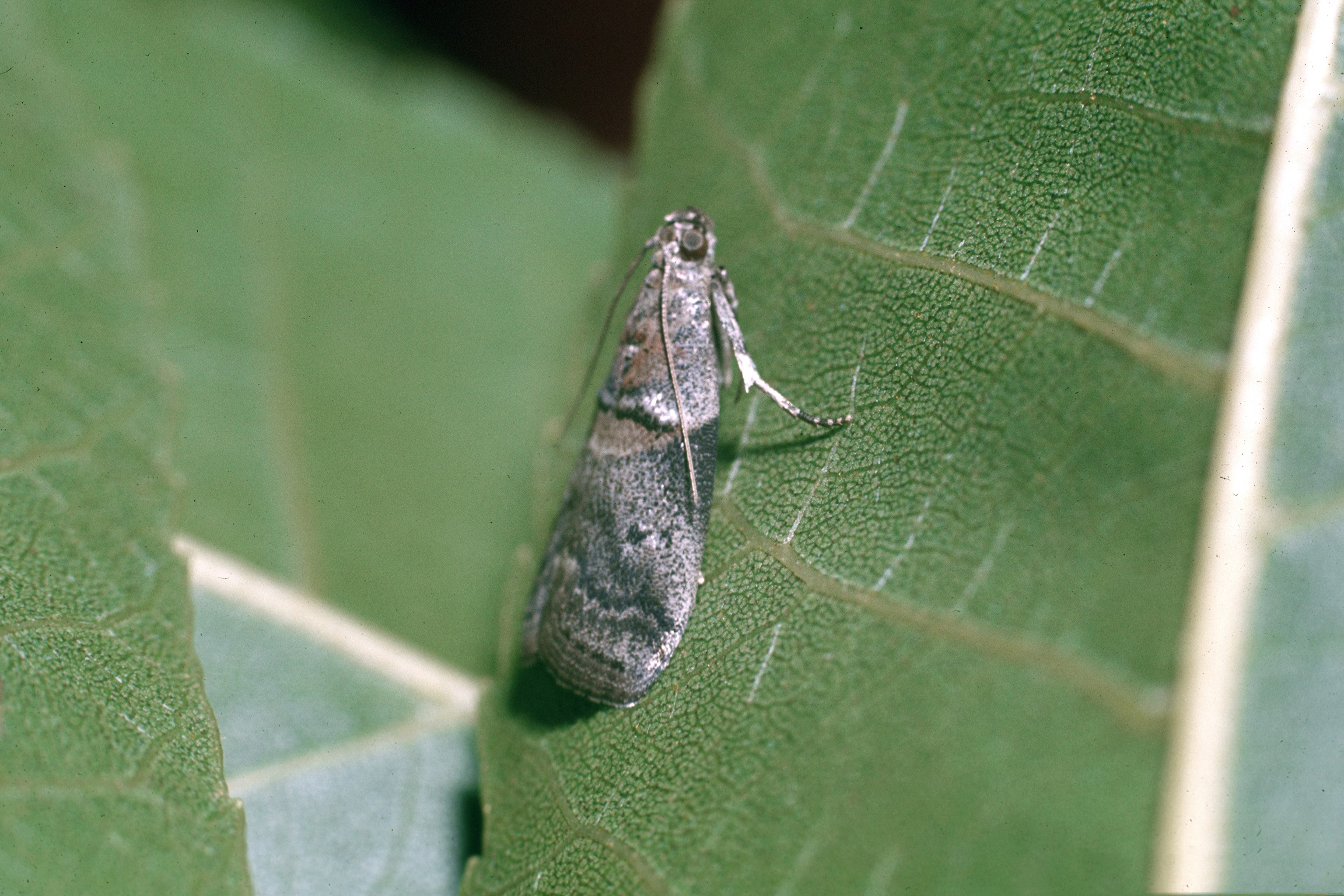